# دیوید کارسون
دیوید کارسون (انگلیسی: David Carson؛ زادهٔ ۸ سپتامبر ۱۹۵۴) یک طراح گرافیک و مدیر هنری اهل ایالات متحده آمریکا است.
دیوید کارسون برای طراحی نوآورانه مجله خود و استفاده از تایپوگرافی تجربی شناخته شده است. وی مدیر هنری مجله «ری گان» (به انگلیسی: Ray Gun) بود که در آن مجله بسیاری از سبک‌های چاپی و طرح‌های تایپوگرافی که برای آن‌ها شناخته شده است را به کار می‌برد. به طور مشخص، زیبایی‌شناسی او به طور گسترده به دنباله روی از آنچه که به عصر "گرانج تایپوگرافی" (به انگلیسی: grunge typography) موسوم است تعریف می‌شود.